# Kravikfjord Station
Kravikfjord Station (Kravikfjord holdeplass) var en jernbanestation på Numedalsbanen, der lå ved Sunde i Nore og Uvdal kommune i Norge.
Stationen blev oprettet som trinbræt 20. november 1927, da banen blev taget i brug. Trafikken på strækningen mellem Rollag og Rødberg, hvor stationen ligger, blev indstillet 1. januar 1989, hvorved stationen blev nedlagt.
Stationsbygningen er en ombygget barak fra anlæggelsen af banen. Den er senere solgt fra.